# Terebripora reticulum
Terebripora reticulum is een mosdiertjessoort uit de familie van de Terebriporidae. De wetenschappelijke naam van de soort is voor het eerst geldig gepubliceerd in 1866 door Fischer.